# Trstěnice (Karlovy Vary)
Trstěnice é uma comuna checa localizada na região de Karlovy Vary, distrito de Cheb‎.